# Foro Venale
Il Foro Venale (in latino: forum (rerum) venalium, pl. fora (rerum) venalium) era una mercato dedicato ai vari generi alimentari nell'antica Roma durante la Repubblica e l'Impero.
Il Foro Boario, il Foro Olitorio, il Foro Piscario erano tutti Fori Venali. Questi fori erano estensioni del Foro Romano, e comprendevano strutture apposite per i commercianti,  edificate sia in epoca repubblicana che imperiale.
I vari Fori Venali avevano dimensioni ridotte, se paragonati con i più grandi fori civili. Basti pensare agli espropri e acquisti di terreno per il Foro voluto da Giulio Cesare o i poderosi lavori di sbancamento della sella montuosa che collegava il Quirinale con il Campidoglio per la realizzazione del Foro di Traiano.

## Storia
Il Foro Romano in epoca arcaica veniva utilizzato per i giochi atletici e a fini commerciali. Tuttavia con lo sviluppo della società dell'antica Roma in forme più complesse, il foro divenne un centro politico ed economico. La Curia, sede del Senato e il tempio di Saturno, sede dell'Erario pubblico, rappresentano perfettamente questi due aspetti. Il processo di separazione delle diverse attività della società romana è, quindi, netto sin dal principio e risulta ancora più evidente durante l'impero con la costruzione dei vari fori imperiali, simboli della propaganda politica attuata dagli imperatori, e la specializzazione dei Fori Venali nella compravendita di un particolare genere alimentare: il Foro Boario per la compravendita di bovini, il Foro Olitorio per gli ortaggi, il Foro Piscario per i pesci, il Forum Cuppedinis per gli oggetti di lusso e così via.